# Cavo pericardico
Il cavo pericardico è lo spazio virtuale o lume compreso tra i due foglietti del pericardio sieroso (quello viscerale adeso alla muscolatura cardiaca e quello parietale più esterno). Nel lume è presente un film di liquido siero trasparente-paglierino denominato liquido pericardico che permette al cuore di muoversi con più facilità.

## Patologia
Ogni processo infiammatorio a carico del pericardio (pericardite) può esitare in un versamento pericardico, definito come la presenza di una quantità di liquido pericardico superiore a quella fisiologicamente presente. L'infiammazione dei foglietti pericardici porta infatti alla vasodilatazione dei capillari pericardici e ad un aumento della permeabilità degli stessi, con essudazione delle componenti plasmatiche nel cavo pericardico. Un versamento di tipo trasudativo si può avere invece in caso di nefrosi, condizione patologica caratterizza da massiccia proteinuria e conseguente riduzione della pressione oncotica plasmatica. La presenza di liquido nel cavo pericardico impedisce il normale rilasciamento cardiaco in diastole, con compromissione del ritorno venoso e conseguente diminuzione della gittata cardiaca. Tuttavia, solitamente, i quadri essudativi e trasudativi si sviluppano in periodi temporali tali da poter garantire una sufficiente dilazione del pericardio parietale senza impedire la funzionalità cardiaca se non per grandi quantità di liquido. Viceversa, traumi toracici o un infarto del miocardio complicato da rottura di cuore possono portare ad un quadro drammatico definito emopericardio (presenza di sangue nel cavo pericardico) che può esitare verso il tamponamento cardiaco.